# Clodoveo IV
Clodoveo IV (678 circa – 695) è stato un re franco della dinastia dei Merovingi: regnò su tutti i Franchi di Neustria, Burgundia e Austrasia dal 691 fino alla sua morte.

## Origini
Era il primogenito del re dei Franchi Sali della dinastia merovingia, Teodorico III e, secondo il continuatore anonimo del cronista Fredegario, della moglie, Clotilde detta Doda, che alcune fonti dicono fosse discendente degli Arnolfingi, addirittura la sorella di Pipino di Herstal (secondo lo storico francese Christian Settipani) era la figlia di Ansegiso).

## Biografia
Suo padre, Teodorico III morì tra la fine del 690 e l'inizio del 691, dopo 17 anni di regno e gli successe, come Clodoveo IV, il primogenito, Clodoveo.
Dato che era minorenne quando salì al trono, regnò sotto la tutela della madre, che morì dopo il 692, ma soprattutto del presunto zio materno, il maggiordomo di palazzo, Pipino di Herstal, che tenne effettivamente le redini del potere e, per questo è ricordato tra i Re fannulloni.
Dopo quattro anni di regno, tra il 694 e il 695, all'età di circa 17 anni, Clodoveo IV morì e venne sepolto nella chiesa dell'Abbazia di Saint-Denis di Parigi.
Il fratello, Childeberto si insediò sul trono.

## Ascendenza
|                     |   |             | Genitori |  |  | Nonni |  |  | Bisnonni    |  |  | Trisnonni   |  |
|                     |   |             |          |  |  |       |  |  | Dagoberto I |  |  | Clotario II |  |
|                     |   |             |          |  |  |       |  |  | Dagoberto I |  |  | Clotario II |  |
|                     |   | Bertrude    |          |  |  |       |  |  | Dagoberto I |  |  |             |  |
| Clodoveo II         |   |             |          |  |  |       |  |  | Dagoberto I |  |  |             |  |
|                     |   | Nantechilde | …        |  |  |       |  |  |             |  |  |             |  |
|                     |   | Nantechilde | …        |  |  |       |  |  |             |  |  |             |  |
|                     |   | Nantechilde | …        |  |  |       |  |  |             |  |  |             |  |
| Teodorico III       |   | Nantechilde |          |  |  |       |  |  |             |  |  |             |  |
|                     |   | …           | …        |  |  |       |  |  |             |  |  |             |  |
|                     |   | …           | …        |  |  |       |  |  |             |  |  |             |  |
|                     |   | …           | …        |  |  |       |  |  |             |  |  |             |  |
| Batilde             |   | …           |          |  |  |       |  |  |             |  |  |             |  |
|                     |   | …           | …        |  |  |       |  |  |             |  |  |             |  |
|                     |   | …           | …        |  |  |       |  |  |             |  |  |             |  |
|                     |   | …           | …        |  |  |       |  |  |             |  |  |             |  |
| Clodoveo IV         |   | …           |          |  |  |       |  |  |             |  |  |             |  |
|                     | … | …           |          |  |  |       |  |  |             |  |  |             |  |
|                     | … | …           |          |  |  |       |  |  |             |  |  |             |  |
|                     | … | …           |          |  |  |       |  |  |             |  |  |             |  |
| …                   | … |             |          |  |  |       |  |  |             |  |  |             |  |
|                     |   | …           | …        |  |  |       |  |  |             |  |  |             |  |
|                     |   | …           | …        |  |  |       |  |  |             |  |  |             |  |
|                     |   | …           | …        |  |  |       |  |  |             |  |  |             |  |
| Clotilde detta Doda |   | …           |          |  |  |       |  |  |             |  |  |             |  |
|                     |   | …           | …        |  |  |       |  |  |             |  |  |             |  |
|                     |   | …           | …        |  |  |       |  |  |             |  |  |             |  |
|                     |   | …           | …        |  |  |       |  |  |             |  |  |             |  |
| …                   |   | …           |          |  |  |       |  |  |             |  |  |             |  |
|                     |   | …           | …        |  |  |       |  |  |             |  |  |             |  |
|                     |   | …           | …        |  |  |       |  |  |             |  |  |             |  |
|                     |   | …           | …        |  |  |       |  |  |             |  |  |             |  |
|                     |   | …           |          |  |  |       |  |  |             |  |  |             |  |

### Fonti primarie
- (LA)  Fredegario, FREDEGARII SCHOLASTICI CHRONICUM CUM SUIS CONTINUATORIBUS, SIVE APPENDIX AD SANCTI GREGORII EPISCOPI TURONENSIS HISTORIAM FRANCORUM.
- (LA)  Annales Marbacenses.
- (LA)  Monumenta Germaniae historica: Chronicon Moissiacensis.
- (LA)  Rerum Gallicarum et Francicarum Scriptores, tomus tertius.
- (LA)  Annales Mettenses Priores.

### Letteratura storiografica
- Christian Pfister, La Gallia sotto i Franchi merovingi. Vicende storiche, in Storia del mondo medievale - Vol. I, Cambridge, Cambridge University Press, 1978,  pp. 688-711.